# Dabia
Dabia è un comune rurale del Mali facente parte del circondario di Kéniéba, nella regione di Kayes.
Il comune è composto da 13 nuclei abitati:
- Bandiongna
- Bindangalan
- Binéa
- Dabia
- Dandouko
- Diabarou
- Gombali
- Kantia
- Kolomba
- Mankouké
- Sékokoto-Mambam
- Sélingouma
- Sokondon